# Telodrepanum badaga
Telodrepanum badaga är en mångfotingart som beskrevs av Carl 1932. Telodrepanum badaga ingår i släktet Telodrepanum och familjen orangeridubbelfotingar. Inga underarter finns listade i Catalogue of Life.